# 블랙폭스 - 폭렬닌자시대
블랙폭스 - 폭렬닌자시대(Black Fox: Age of the Ninja)는 일본에서 제작된 사카모토 코이치 감독의 2019년 액션, 드라마, 모험 영화이다. 야마모토 치히로 등이 주연으로 출연하였다.

## 출연

### 주연
- 야마모토 치히로
- 야지마 마이미